# Sapphirina stellata
Sapphirina stellata är en kräftdjursart som beskrevs av Giesbrecht 1891. Sapphirina stellata ingår i släktet Sapphirina och familjen Sapphirinidae. Inga underarter finns listade i Catalogue of Life.